# Элизабет де Вермандуа

Герб дома де Вермандуа

Элизабе́т (или Изабелла) де Вермандуа́ (фр. Isabelle de Vermandois; англ. Elizabeth of Vermandois; до 1088 — 13 февраля 1131) — дочь Гуго Великого, графа Вермандуа, и жена двух англонормандских аристократов Роберта де Бомона и Вильгельма де Варенна. Элизабет де Вермандуа является предком всех королей Шотландии, начиная с Малкольма IV, и последующих монархов Великобритании вплоть до настоящего времени.

## Биография
Элизабет была третьей дочерью Гуго Великого, графа Вермандуа, и Аделы, дочери Герберта IV де Вермандуа. По отцовской линии она была внучкой французского короля Генриха I и Анны Киевской, дочери Ярослава Мудрого. По материнской линии Элизабет вела своё происхождение от Карла Великого и каролингских графов Вермандуа.
В 1096 г., вероятно будучи ещё несовершеннолетней, Элизабет вышла замуж за Роберта де Бомона, графа Мёлана и сеньора Бомон-ле-Роже, крупного англонормандского аристократа, имеющего обширные владения в Нормандии, Англии и Иль-де-Франсе и являющегося советником английского и французского королей. Разница в возрасте между супругами составляла свыше 35 лет, что даже по тем временам было исключительно много. Тем не менее в 1102 г. у них родился первый ребёнок, а в 1104 г. — близнецы Галеран и Роберт, будущие графы де Мёлан и Лестер соответственно. Всего у Элизабет и Роберта де Бомон было не менее восьми детей. Принимая во внимание старость Роберта и его занятость при дворе короля Генриха I Боклерка, правой рукой которого он являлся, современники ставили под сомнение отцовство некоторых из их детей, спекулируя данными о неверности Элизабет де Вермандуа.

Герб дома де Варенн, потомков Элизабет Вермандуа

Основания для обвинения Элизабет в супружеской измене действительно появились в конце 1110-х гг. По свидетельству Генриха Хантингдонского, Элизабет была соблазнена неким графом. Вскоре после того, как это стало известно, Роберт де Бомон скончался «от унижения и печали» 5 июня 1118 г. Очевидно, соблазнителем был Вильгельм де Варенн, граф Суррей, сын соратника Вильгельма Завоевателя и дальний родственник английских королей, с которым Элизабет обвенчалась вскоре после смерти первого мужа. Любовная связь Элизабет и Варенна возможно началась значительно ранее, около 1115 г. Известно, что Варенн длительное время искал себе невесту королевских кровей (он сватался, в частности, к Матильде Шотландской и побочным дочерям Генриха I), а происхождение Элизабет де Вермандуа полностью удовлетворяло самым взыскательным требованиям. Свадьба Вильгельма де Варенна и Элизабет состоялась в 1118 г.
О дальнейших годах жизни Элизабет де Вермандуа практически ничего не известно. Она родила своему второму мужу ещё пятерых детей и скончалась в 1131 г.

## Дети
От брака (1096) с Робертом де Бомоном, графом де Мёлан и 1-м графом Лестером, Элизабет имела следующих детей:
- Эмма де Бомон (род. в 1102 г.), в младенчестве обручена с Амори III де Монфором, однако свадьба не состоялась, дальнейшая судьба не известна;
- Галеран де Бомон (1104—1166), граф де Мёлан (1118—1124), 1-й граф Вустер (с 1138);
- Роберт де Бомон (1104—1168), 2-й граф Лестер (c 1118);
- Гуго де Бомон (род. в 1106 г.), граф Бедфорд (1137—1141);
- Аделина де Бомон (род. ок. 1107 г.), замужем первым браком за Гуго IV, сеньором де Монфор-сюр-Рисль, вторым браком за Ричардом де Гранвиллем;
- Обри де Бомон, замужем за Гуго II, сеньором де Шатонёф-ан-Тимерэз;
- Матильда де Бомон (род. ок. 1114 г.), замужем за Вильгельмом Ловелем, сеньором д'Иври;
- Изабелла де Бомон (ок. 1102 — 1172?), любовница короля Генриха I, замужем первым браком за Гилбертом де Клером, 1-м графом Пембруком, вторым браком за Эрве де Монморанси, коннетаблем Ирландии.

От второго брака (1118) с Вильгельмом де Варенном, 2-м графом Суррей, Элизабет имела следующих детей:
- Вильгельм де Варенн, 3-й граф Суррей (1119—1148);
- Реджинальд де Варенн, наследник нормандских владений семьи;
- Ральф де Варенн;
- Гундрада де Варенн, замужем первым браком за Роджером де Бомоном, 2-м графом Уориком, вторым браком за Вильгельмом, лордом Кендалом;
- Ада де Варенн (ум. ок. 1178), замужем за Генрихом Шотландским, 3-м графом Хантингдоном. Через дочь Аду Элизабет де Вермандуа является предком королей Шотландии и Великобритании.